# Abantowie
Abantowie (stgr. Ἄβαντες)  – starożytny lud pochodzenia trackiego zamieszkujący wyspę Eubeję, kojarzony z Jonami. 
Nazwa ich wywodzona jest od pierwotnie zamieszkiwanego przez nich miasta Abaj, znanego z wyroczni Apollina, i od króla Abasa uważanego za miejscowego herosa–eponima. Później zamieszkiwali Eubeję, zasiedlając zwłaszcza Chalkidę i Eretrię. Według przekazu Herodota uczestniczyli następnie w kolonizacji Azji Mniejszej (Dzieje I, 146), według Iona – wyspy Chios. W dalszym ciągu jako odrębny szczep (fyla Abantis) zamieszkiwali Chalkidę, przez co nazwę tę rozciągnięto na całą Eubeę.